# 伊尔默瑙
伊尔默瑙（德語：Ilmenau，發音：[ˈɪlmənaʊ] ⓘ）是德国图林根州伊尔姆县的城市，位于州府埃尔福特西南33千米处，伊尔姆河谷中，图林根林山北缘，面积198.69平方千米，2023年12月31日人口为39,147人，是伊尔姆县最大的城市。
伊尔默瑙工业大学为当地重要学府。这是一所公立研究所大學，也是图林根州唯一的工业大学，有约4900名学生。
伊尔默瑙历史上曾是一个小型矿业城镇，主要盛产银、铜和锰，直至矿藏枯竭。1777年，陶瓷业兴起。由于周边优美的环境，1800年后，其成为歌德最钟爱的度假胜地之一。1838年，伊尔默瑙被开发为温泉疗养地，旅游业由此兴起，至今仍是当地的重要产业。1852年，玻璃工业兴起。1879年铁路通车后，工业快速发展。自1990年兩德統一以来，陶瓷业和玻璃工业式微，伊尔默瑙经历了从工业向服务业的结构转型。
1994年之前，伊尔默瑙曾是伊尔默瑙县的县治。2018年7月6日，市镇盖伦、朗格维森、彭讷维茨和沃尔夫斯贝格并入伊尔默瑙。2019年1月1日，市镇弗劳恩瓦尔德和施蒂策巴赫并入伊尔默瑙。

## 友好城市
伊尔默瑙与以下城市结为友好城市：
- 美国 布卢阿什（英语：Blue Ash, Ohio）
- 德国 洪堡
- 德国 韦茨拉尔
- 羅馬尼亞 特尔古穆列什